# 망각의 땅
망각의 땅(The Land That Time Forgot)은 미국에서 제작된 케빈 코너 감독의 1974년 모험, 드라마, SF, 스릴러 영화이다. 더그 맥클러 등이 주연으로 출연하였고 존 다크 등이 제작에 참여하였다.

## 출연

### 주연
- 더그 맥클러
- 존 맥케너리

### 조연
- 수잔 펜핼리곤
- 키스 바론
- 안소니 아인리
- 갓프리 제임스
- 바비 파
- 디클란 물홀랜드
- 콜린 파렐
- 벤 하워드
- 로이 홀더
- 앤드류 맥컬로크
- 론 펨버
- 그레이엄 맬라드
- 앤드류 로지
- 브라이언 홀
- 스탠리 맥기그
- 피터 스프룰
- 스티브 제임스

## 제작진
- 원작자: 에드거 라이스 버로스
- 공동제작: 맥스 로젠버그
- 공동제작: 밀톤 서보스키
- 협력프로듀서: 존 피버롤
- 미술: 모리스 카터
- 의상: 줄리 해리스